# Breezy Point (Queens)
Breezy Point est un quartier de New York dans l'arrondissement du Queens au sud-ouest de Long Island, situé à l'extrémité ouest de la péninsule de Rockaway qui isole la baie de Jamaica de l'océan Atlantique.
Le 29 octobre 2012, le quartier fut durement frappé par l'Ouragan Sandy. L'eau de mer ayant pénétrée dans les maisons, entra en contact avec le câblage électrique dans l'une d'entre elles, provoquant ainsi un incendie qui se propagea dans tout le quartier. Ainsi une centaine de maisons furent alors détruites.

## Démographie
Lors du recensement des États-Unis de 2010 le quartier comptait 4 000 habitants.